# Panaxia romanowi
Panaxia romanowi là một loài bướm đêm thuộc phân họ Arctiinae, họ Erebidae.